# Daniel Tucker
Daniel Tucker (Tampa, Florida, 7. srpnja 1970.) je američki basist najpoznatiji kao bivši basist američkog death metal-sastava Obituary. Svirao je na prvom albumu Obituaryja Slowly We Rot. Bio je i članom sastava Wilted Existence. Danas svira u sastavu Nocturnus AD.

## Diskografija
- Obituary – Slowly We Rot (1989.)
- Obituary – Anthology (2001.)
- Obituary – The Best of Obituary (2008.)
- Nocturnus AD – Paradox (2019.)